# Gräberfeld von Bøgebjerg
 Das Gräberfeld von Bøgebjerg (dänisch Gravpladsen på Bøgebjerg) liegt auf einem kleinen Hügel im Risen Skov (Wald) südlich von Østerlars bei Gudhjem auf der dänischen Insel Bornholm.
Auf der Spitze des etwa 160 m langen, 70 m breiten und 6,0 m hohen Hügels befindet sich ein etwa 18,0 m langes und 10,0 m breites Steinpflaster. Im Norden der Pflasterung liegt ein großer Erdhügel. Im Osten liegen einige kleine Steinhügel. Hier befinden sich auch kleine Bautasteine. Am südlichen Rand des Bergrückens liegen 13 oder mehr rechteckige Steinkisten. Sie sind 1,0–1,25 m breit, 1,25–2,5 m lang und 0,3–0,5 m hoch. Einige sind nebeneinander angeordnet, andere ähneln Doppelgräbern. In der Nähe von zweien stehen große Bautasteine. Ausgrabungen haben gezeigt, dass der Platz von der Eisenzeit bis in die Wikingerzeit (200–1000 n. Chr.) in Nutzung war.
Bøgebjerg ist Bornholms besterhaltenes Gräberfeld mit Steingräbern aus der Wikingerzeit (800–1050 n. Chr.). Das Gräberfeld wurde aber nie systematisch untersucht. Der gesamte Hügel ist mit mehr oder weniger sichtbaren Steinen bedeckt. Der Platz wurde 1877 von einem Lehrer ausgegraben. Da die Gräber relativ ärmlich waren, wurden nur einige Dutzend untersucht. Im größten Grabhügel in der Mitte des Grabfeldes, das eine Reihe von Eisenzeitgräbern bedeckt, befand sich ein reiches Frauengrab aus der späten Eisenzeit. In drei der Steinkisten wurden wikingerzeitliche Scheibenfibeln gefunden, die von Frauen an den Schultern getragen wurden. 
Im Zusammenhang mit der Restaurierung des Gräberfeldes machten Egon Hansen und Ole Klindt-Jensen (1918–1980) von 1954 bis 56 kleinere Ausgrabungen. Bei der Untersuchung des Steinpflasters wurden zwischen den Steinen, Fragmente von Waffen gefunden, die anscheinend eine Funktion im Zusammenhang mit dem Kult hatten. Unter dem Pflaster wurde bei einem Körpergrab eine vergoldete dreischeibige Silberbrosche mit menschlichen Masken gefunden, die auf 350 n. Chr. datiert wurde.
In der Nähe stehen der Bautastein von Højsten und die Runensteine von Østerlars. In der Nähe ist auch ein System prähistorischer Felder, eine sogenannten fossile Kulturlandschaft erhalten.